# Pædagogik
Pædagogik er læren om den teori og praksis, der bidrager til den enkeltes kunnen, viden og værdier. Pædagogikken defineres videnskabeligt og idehistorisk som det område, der beskæftiger sig med opdragelse, uddannelse og undervisning, og som indeholder disciplinerne pædagogisk filosofi, pædagogisk psykologi, pædagogisk antropologi, pædagogisk sociologi, didaktik og komparativ pædagogik.

## Teorier og praksis
Pædagogikken er de teorier og den dertilhørende praksis, der kan knyttes til menneskers subjektive og kollektive adfærd. Pædagogikkens erkendelsesteoretiske objektivitet sikres i koblingen mellem reel videnskab og dennes anvendelighed og tolkning, relativt til en pædagogisk praksis. Den pædagogiske kerne består således ved omdannelsen af objektiv viden til specifikke, subjektive idéer, der tænkes at kunne bidrage til udvikling af en vis praksis eller forståelse.
Megen pædagogik forholder sig til at konservere normative og historiske forståelser vedr. udvikling, socialitet og omsorg. Essentielle spørgsmål som: hvad er dannelse? (normbaseret udvikling)? 'hvad er læring?' og 'hvilke magstrukturer afvikler feminismen som primær opdragelsesmetode'? er, i samtiden, de primære problematikker der bruges til aktualisere feltets, egentlige hovedområde: styring, manipulation og ledelse af mennesker. 
Pædagogisk forskning går under navnet, 'uddannelsesvidenskab', og forholder sig primært til uddannelsespolitik og uddannelsessystemets strukturer og regler, i et spændingsfelt mellem økonomi, politologi og sociologi. Derudover bevarer forskningsfeltet et fokus på den pædagogiske idéhistorie, som et teoretisk indspark til udvikling af almen pædagogisk praksis.

## Opdragelse
Som et led i opdragelsen er det pædagogikkens opgave at forme og udvikle individer sådan, at de kan fungere tilfredsstillende for sig selv, familien eller samfundet. Denne side af pædagogikken udfolder sig i dag først og fremmest i hjemmene, men efterhånden også i daginstitutioner og uddannelsesinstitutioner. Det betyder, at det kan være pædagogikkens opgave at:
1. Skabe idealtypiske kategoriseringer af mennesker, der midlertidigt fortjener enten straf eller belønning. 
2. redefinere normative magtsstrukturer, med udgangspunkt i tro. 
3. Socialisere individer, forstået som, 'kultivering af arbejdskraft'.
4. Videregive bestemte normer fra en generation til den næste
5. Gøre den enkelte i stand til at tænke og leve selvstændigt, relativt til pædagogiske præferencer og principper 

Hvem siger det? 
Der er i dag (2007)nyere forskere som problematiser opdragelsesbegrebet bl.a. Stig Brostrøm.

## Undervisning
Som undervisning kan det være pædagogikkens opgave at:
1. Fremme viden og kunnen samt forståelse og indsigt blandt elever[7]
2. Selektere blandt eleverne, sådan at de bliver uddannet til poster i samfundet, som de er egnede til at varetage.

## Uddannelse
Som uddannelse kan det være pædagogikkens opgave at:
1. Kvalificere eleverne, sådan at de kan varetage de forskellige arbejdsopgaver i samfundet.
2. Allokere de unge, dvs. fordele dem til forskellige poster i samfundet.
3. Kvalificere eleverne til at være demokratiske individer.
4. Folkeskolens formål er blandt andet den almene, alsidige dannelse af eleverne.

## Pædagogisk påvirkning
Pædagogik kan opdeles i pædagogisk virksomhed og i pædagogisk arbejde, hvor pædagogisk virksomhed forstås som den bevidste indføring af barnet eller en anden i en bestemt forståelse af verden, til forskel fra pædagogisk arbejde, hvor denne indføring sker indirekte og skjult. 

### Pædagogisk virksomhed
Den pædagogiske virksomhed kan defineres via følgende 4 variationer:
1. Familiær opdragelse: Den opdragelse familien står for i den pågældende kultur. Visse teoretikere kalder det også primær (familiær) og sekundær (kulturel) socialisering.
2. kulturel opdragelse: En pædagogisk virksomhed der udøves ved at kultivere specifikke adfærdsnormer tværgenerationelt dvs. indpodning af kompetence og forståelse på tværs af tid og sted.
3. organisatorisk opdragelse: evt. foreninger, partier, subkulturer eller religiøse gruppers norm- og traditions forståelser der anvendes som legitimering af individers inklusion i deres organisationer.
4. Institutionsopdragelse: Den pædagogiske virksomhed der bestyres af uddannede og lønnede individer i uddannelses, omsorgs og behandlingssektoren etc. professionstyper som pædagoger, lærere, socialrådgivere eller sygeplejersker kan inkorporeres under denne kategori.

### Pædagogisk arbejde
Pædagogisk arbejder en situationsbestemt aktivitet, hvor den nærmere definition kommer an på analysen af den givne situation.

## Forskellige skoler indenfor pædagogik
- Den romerske skole
- Steinerpædagogik
- Piaget-pædagogik
- Montessori-pædagogik – (se også Maria Montessori)
- Erfaringspædagogik
- Kritisk pædagogik
- Inklusionens pædagogik
- Eksistentiel pædagogik
- Progressiv pædagogik

## Forskellige områder indenfor pædagogik
- Vuggestuepædagogik
- Børnehavepædagogik
- Fritidspædagogik[8]
- Folkeskolepædagogik
- Erhvervspædagogik
- Gymnasiepædagogik
- Universitetspædagogik

## Pædagogiske metoder
- Marte Meo
- Filosofisk pædagogik